# نينا بيتشارت
نينا بيتشارت (مواليد 14 أكتوبر 1995) هي لاعبة كرة طائرة شاطئية سويسرية، شاركت في الألعاب الأولمبية الصيفية 2020.